# Parietaria cretica
Parietaria cretica ist eine Pflanzenart in der Familie der Brennnesselgewächse (Urticaceae).

## Merkmale
Parietaria cretica ist ein meist einjähriger, selten ausdauernder Kriech-Therophyt oder Schaft-Hemikryptophyt. Die Art erreicht eine Wuchshöhe von 5 bis 25, selten bis 50 Zentimeter. Die Blätter sind 3 bis 15 Millimeter lang und breit eiförmig bis breit elliptisch. Die auffälligen Tragblätter sind braun und verhärtet, wenn die Pflanze fruchtet. An ihrem Grund sind sie mehr oder weniger stark ausgesackt und verwachsen. Sie bilden um den Blütenstand eine Hülle aus 5 Teilen. Der Blütenstand ist dreiblütig. 
Die Chromosomenzahl beträgt 2n = 12.

## Vorkommen
Parietaria cretica kommt im östlichen Mittelmeerraum vor. Sie wächst auf Felsen und Mauern.